# 粗皮鬘螺
粗皮鬘螺（学名：Galeoocorys echinophorella）为唐冠螺科粗皮鬘螺屬下的一个种。